# Evangelische Kirche Riedlingen

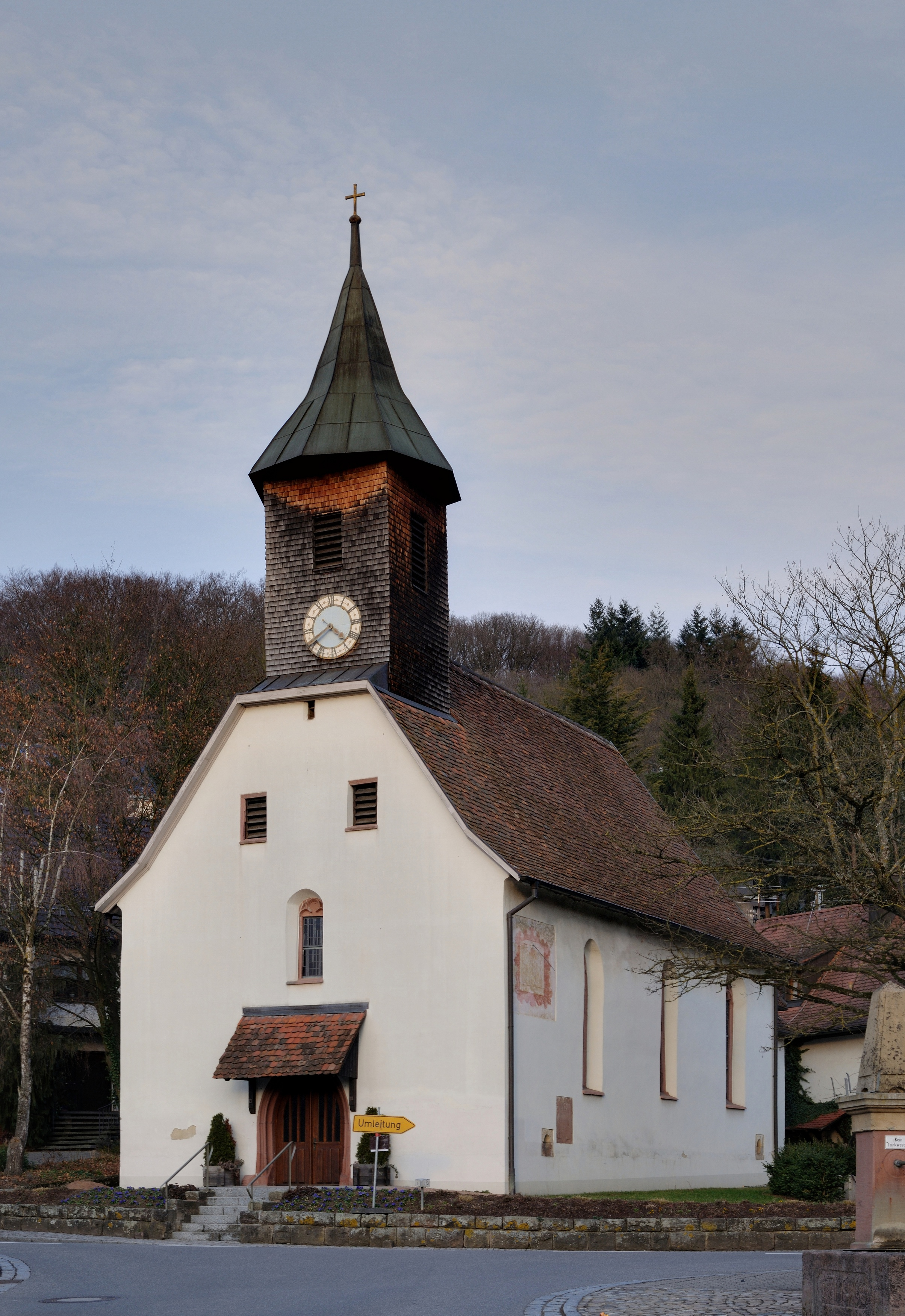
Kirche in Riedlingen

Die Evangelische Kirche Riedlingen liegt im Feuerbachtal an der Straße vom Rheintal nach Kandern. Damit war die ursprünglich romanische Kirche aus dem 11. und 12. Jahrhundert in früheren Jahrhunderten Kriegen ausgesetzt und musste aufgrund von Zerstörungen mehrfach neu gebaut werden. Teile der spätgotischen Wandmalereien konnten in den 1930er und 1970er Jahre freigelegt und restauriert werden.

## Geschichte
Die Ortschaft Riedlingen, die heute ein Teil von Kandern ist, wurde erstmals 972 in einer St. Galler Urkunde Ottos II. erwähnt. Vermutlich konfiszierte der Kaiser den Ort, der als villa Rithilinga in Brisgovia erwähnt wird, vom aufständischen Alemannengrafen Guntram und schenkte es an das Kloster Einsiedeln. In diesem Zusammenhang wird auch das benachbarte Dorf Liel genannt. Der Besitz wird im 11. Jahrhundert drei weitere Male schriftlich bestätigt und 1147 durch Papst Eugen III. dem Cluniazenserpriorat St. Ulrich. Im Jahr 1232 erwerben die Markgrafen von Hachberg den Sausenberg, wozu auch Riedlingen zählt.
Die erste schriftliche Erwähnung einer Pfarrkirche – plebanus in ecclesia Rudelicon in decanatu Fiurbach – geht auf das Jahr 1275 zurück Es gilt jedoch als gesichert, dass diese bereits einige Jahrhunderte zuvor bestanden hatte. 1297 geht der Besitz auf die Propstei Bürgeln über und 1324 ist Riedlingen Sitz des Dekanats Rötteln. Die vermutlich durch einen Brand beschädigte romanische Kirche wurde spätestens in der zweiten Hälfte des 13. Jahrhunderts erneuert.
Mit Einführung der Reformation im Markgräflerland 1556 übernimmt der Markgraf die Baupflicht am Langhaus der Kirche. In den Jahren 1634 bis 1637, die als die schlimmsten des Dreißigjährigen Krieges im Markgräflerland gelten, erleidet auch die Riedlinger Kirche Schäden; während des holländischen Krieges wird sie 1676 als Pferdestall genutzt.
Nachdem ein vierjähriger Streit mit dem Fürst in Heitersheim darüber beigelegt wurde, ob nur der östliche Chorteil oder auch der Chor zwischen den Bögen unterhalten werden müsse, konnte 1725 mit Renovierungen an der Kirche begonnen werden. Die Kirche wurde neu gedeckt und eine neue Holzdecke eingezogen. Auch der Kirchturm musste erneuert werden, da der alte nur leichte Glocken tragen konnte. Um der wachsenden Anzahl der Gemeindemitglieder einen Platz im Gottesdienst bieten zu können, wurde eine Empore mit fünf Bankreihen installiert. Die Bänke im Schiff wurden zusammen mit dem Boden erneuert und die Kirche neben einer neuen Kanzel auch einen Pfarrstuhl. Darüber hinaus wurde das Mauerwerk des im schlechten Zustand befindlichen Gotteshauses ausgebessert sowie neu gestrichen und das Kirchentor ersetzt. Die gesamten Arbeiten waren 1726 abgeschlossen.
Nach einem Bericht des Landvogts Leutrum aus dem Jahr 1746 hatte die Kirche drei Glocken. Bis 1848 blieben Rechte und Pflichten am Bau und Unterhalt des Pfarrhofs und dem Chor der Kirche beim Johanniterorden in Heitersheim; danach gingen auf das Land Baden über.
In den Jahren 1897 bis 1898 wurde die Kirche erneut renoviert und am Chorbogen eine neue Orgel aufgestellt. Entgegen dem Wunsch des Karlsruher Oberbaudirektors Durm, Figurenmalerien am Chor freizulegen, wurden die Wände aus finanziellen Gründen neu gestrichen.
1913 stellte Landeskonservator Joseph Sauer fest, dass „die vorgestellte Orgel und Vorhänge vom eigentlichen Kirchenraum abgetrennt war …, nur auf der Nordwand rechts vom Sakramenthäuschen die farbigen Umrisse einer kleinen anscheinende gekrönten Gestalt“ festzustellen seien. Die von Sauer festgestellten Umrisse sind heute nicht mehr erhalten. Weiter führt er aus: „In der eigentlichen Kirche ist von etwaigen Wandmalereien noch weniger wahrzunehmen als im alten Chor; die Übertünchung scheint hier noch gründlicher gewesen zu sein als dort.“
Infolge des Ersten Weltkrieges mussten 1917 die Kirchenglocken abgegeben werden; 1923 wurden neue geweiht. 1930 legte man durch Restaurierungsarbeiten die Wandmalereien frei. Allerdings waren manche derart zerstört, dass eine Instandsetzung nicht mehr möglich war.
Bis auf die kleine Glocke musste wegen des Zweiten Weltkrieges das Geläut abgegeben werden. Am 27. Oktober 1949 weihte man neue Glocken ein.
Nach einer Außenrenovierung 1961 und der Freilegung der Chorfresken durch Jürgen Brodwolf folgte in den Jahren 1970 bis 1972 eine umfangreiche Gesamtrenovierung des Inneren, die Installation einer Heizungsanlage sowie die Instandsetzung der Wandmalereien. Diese Arbeiten schloss man durch eine erneute Weihe der Kirche am 26. November 1972 ab.

## Beschreibung

### Kirchenbau

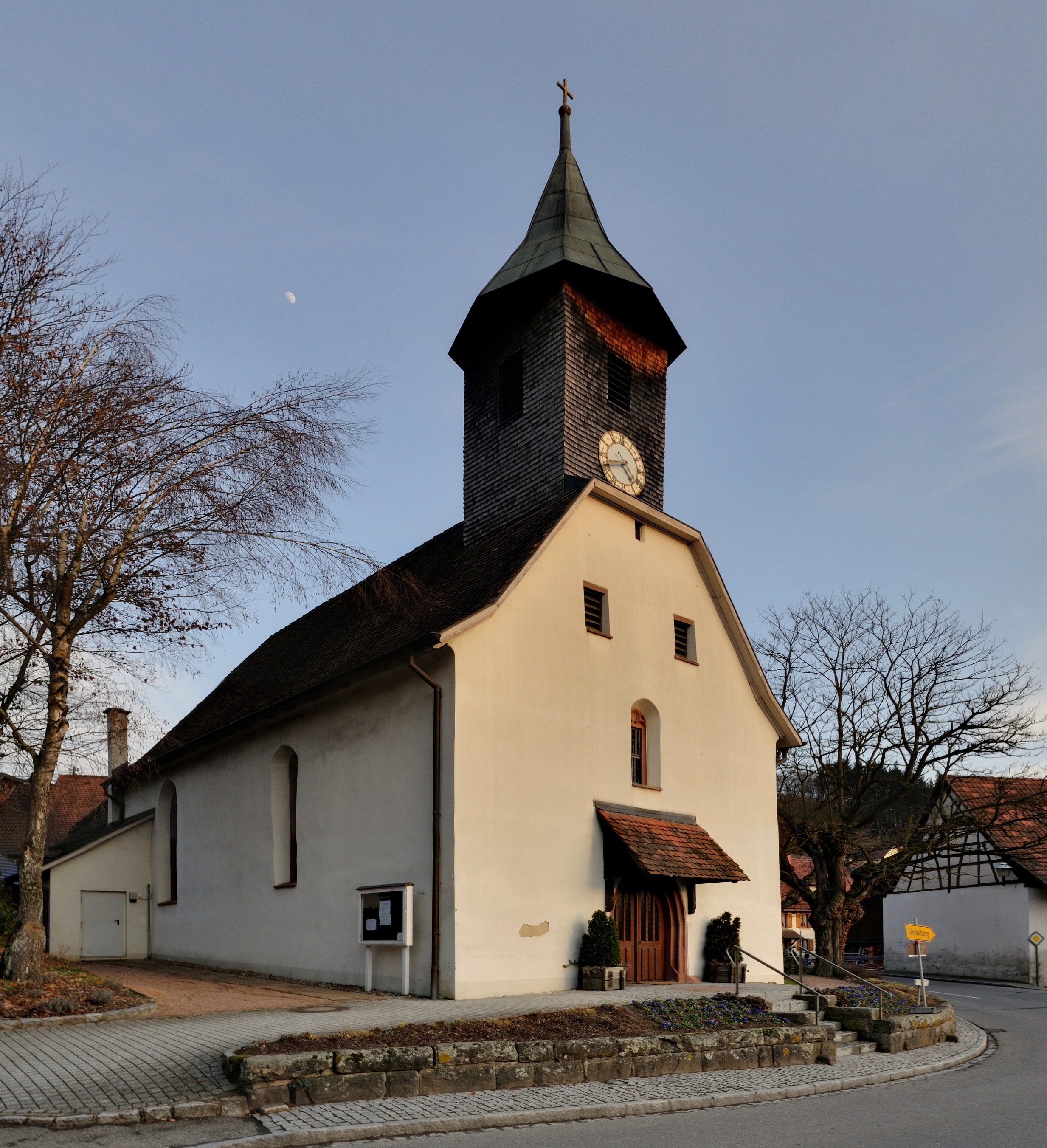
Blick von Südwesten

Die kleine Saalkirche weist zur Westseite ein von einem Pultdach geschütztes Portal mit spätgotischem Sandsteingewände mit kleinen gedrehten Säulen auf; ähnlich der Peterskirche in Blansingen. Die exakt geostete Kirche ist mit einem Satteldach gedeckt und verfügt ungewöhnlicherweise über keinen Kirchturm, sondern hat lediglich einen Dachreiter über dem Eingang im Westen. Der polygonale Chor ist dreiseitig geschlossen und etwas schmaler und niedriger als das Langhaus. Zudem ist er leicht von der Mittelachse des Langhauses verschoben. Die schmalen Langhausfenster in gotischer Form mit Maßwerk lassen durch ihre Bauart erkennen, dass sie nachmittelalterlich sind.
An der Südwand befinden sich eine barocke Sonnenuhr und ein in die Wand eingelassenes Epitaph, mit der Inschrift Magdalena Steinkeller(in) († 1670), Tochter des Friedlin Steinkeller, in erster Ehe verheiratet mit Georgius Bürckin, Vogt, in zweiter Ehe verheiratet mit Christian Schopferer, Vogt. Die beiden abgeschlagenen Weihwasserbecken waren ursprünglich für den Friedhof bestimmt.

### Innenraum und Ausstattung
Der Innenraum wird von zwei zueinander nicht exakt in einer Achse liegende Triumphbögen bestimmt. Zwischen diesen befindet sich der heutige Chorraum. Hier ist an der Evangelienseite der Sakramentschrein mit Heiliggrabnische eingelassen. Der in ihr enthaltene Schmuck ist nicht mehr vorhanden. Vom ehemaligen eisernen Verschluss sind nur noch die Ansätze vom Schloss und Scharniere der Türe erkennbar. Nach den Fragmenten zu urteilen waren die Seiten mit kleinen Figuren geschmückt.
An der Ostseite des nördlichen Triumphbogenpfeilers ist ein mittelalterliches Grab angebracht. Die Steinplatte des Grabs zeigt einen Wappenschild mit umgedrehten Kelch. Links vom Altar steht ein Kanzelpult. Unter dem Altar fand man zwei Gräber kleineren Ausmaßes, was darauf hindeuten könnte, dass es sich um Kindsgräber handeln könnte.
Im alten Langhaus steht heute ein moderner Altar aus roten Sandsteinplatten. Er wurde vom Lörracher Künstler Rudolf Scheurer gefertigt.

### Wandmalereien
Aus den erhaltenen Wandmalereien lässt sich mit Sicherheit schließen, dass die Dorfkirche ganz ausgemalt war und ursprünglich die wichtigsten Glaubensinhalten als sichtbare Unterweisung für die Gläubigen enthielt. Die Konzeption der Bilder ist von links nach rechts angelegt. Die Nordwand, als Evangelienseite, ist mit der Passion geschmückt, die im Westen mit dem Einzug nach Jerusalem begann.
Am Triumphbogen, der zum Gemeinderaum ausgerichtet ist, ist auf der Nordseite eine gekrönte, von Ranken umrahmte, Frau mit schmalen Schultern und einem Mantel sichtbar. In ihrer linken Hand hält sie ein Gefäß; neben ihr steht ein Kreuz mit Sonne und Mond. Die Figur steht sinnbildlich für die personifizierte Kirche. Auf der Südseite des Bogens erkennt man keine Malereien mehr.
An der Südwand – der Epistelseite – erkennt man in zwei Bildern aufgeteilt die Verkündigungsszene. Im linken Bild sieht man Maria sitzen oder knien – die untere Hälfte ist nicht mehr erhalten – mit einem Buch in den Händen betend vor einem Pult. Die jugendliche Darstellung sollen ihre Jungfräulichkeit zum Ausdruck bringen. In der Bildecke rechts oben kommt der Gottvater hinter einer Wolke zum Vorschein. Ein nur bruchstückhaft erhaltener Engel bewegt sich auf Maria zu. Auf dem Schriftband, was der Engel vor sich hält, ist keine Schrift mehr zu erkennen.
Das nach Westen anschließende Bild ist durch die spätere Querwand, der heute Teil des zweiten Triumphbogens ist, abgeschnitten. Sichtbar sind nur noch eine Frauengestalt mit Nimbus und einem ausgestreckten Arm. Die Pflanzen im Hintergrund lassen die Szene erkennen, um die es sich hier handelt: Maria zieht voller Hoffnung zu ihrer Base Elisabeth (Lukas 1, 39 ff). Auf die Heimsuchungsszene – die vielfach zwischen Verkündigung und Geburt auf derartigen Darstellungen ausgelassen wird – wurde hier möglicherweise deswegen Wert gelegt, weil Johannes der Täufer der Patron der Johanniter ist, die bis ins 19. Jahrhundert hinein die Rechte an der Kirche innehatten.
Auf der Nordseite zeigt ein figurenreiches und dramatisches Bild die Gefangennahme Christi, den verräterischen Judas Ischariot sowie eine Horde von Schergen, die von allen Seiten drängen. Der durch einen Nimbus gekennzeichnete Petrus steckt das Schwert in die Scheide und der zu Boden gestürzte Malchus erhält durch Berührung des Herren sein abgeschlagenes Ohr zurück. Links daran schließt sich die Ölbergszene an, bei dem Christus betend vor einem Felsen dargestellt ist.
Ein Restaurator deckte am Chorbogen des neuen Langhauses im Jahr 1930 die Darstellung einer Kreuzigungsgruppe auf. Die Arbeiten wurden in der Temperatechnik aufgeführt und wurden damit der späten Renaissance um 1700 zugeordnet.

### Glocken

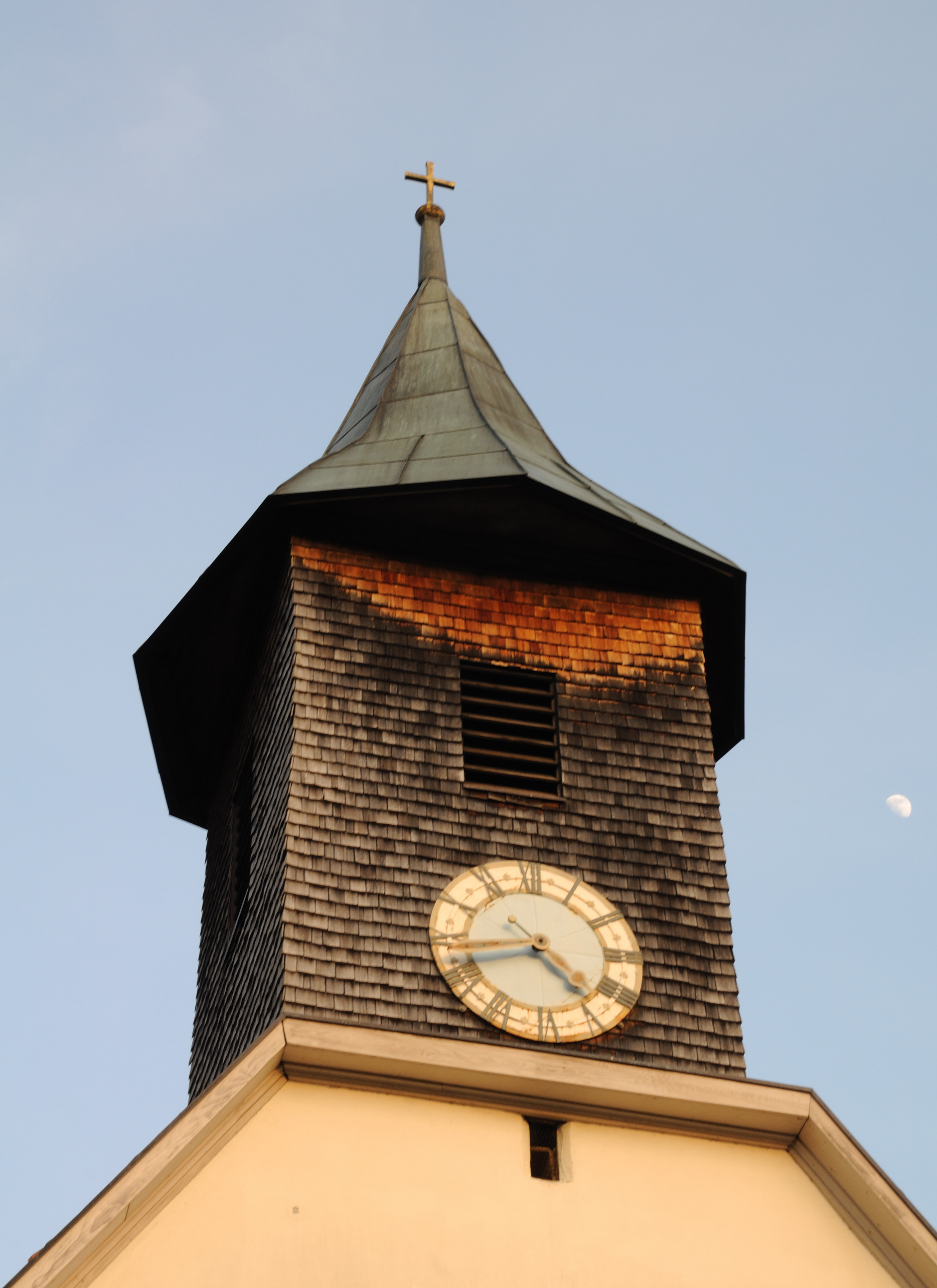
Glockenturm

Das Geläut der Riedlinger Kirche besteht aus drei Glocken. Die beiden größeren stammen von der Gießerei Benjamin Grüniger aus Villingen und wurden 1949 im Werk in Neu-Ulm gegossen. Die größere Glocke ist auf den Schlagton g′ gestimmt und trägt die Inschrift „Sei getrost bis in den Tod“. Die mittlere b′-Glocke erinnert mit ihrer Inschrift „Über die Heimat liegt Not und Leid. Herr, laß mich künden bessere Zeit.“ an die Abgabe der beiden Vorgängerglocken während des Zweiten Weltkriegs. Die kleine Glocke mit dem Schlagton c′′ stammt aus dem Jahr 1922/23 und wurde von Bachert in Karlsruhe gefertigt. Sie trägt die Inschrift „Mag die Welt in Trümmer gehen – Gottes Gnade bleibt bestehn“.

## Orgel
1897 wird eine neue Orgel von August Merklin eingeweiht, welche 1971 durch eine elektronische Orgel ersetzt wird. Seit 2006 befindet sich in der Kirche eine mechanische Schleifladenorgel der Werkstätte Späth in March-Hugstetten mit zwei Manualen und neun klingenden Registern und zwei Vorabzügen.
Die Orgel hat folgende Disposition:
| Hauptwerk C–g′′′                   |       |
| Holzflöte                          | 8′    |
| Prinzipal                          | 4′    |
| Mixtur 4-fach Oktave 2′ (Vorabzug) | 1 ⁄3′ |
| Oboe                               | 8′    |

| II. Manual C–g′′′                   |       |
| Gedackt                             | 8′    |
| Traversflöte                        | 8′    |
| Prinzipal                           | 2′    |
| Sesquialter Quinte 2 ⁄3′ (Vorabzug) | 2 ⁄3′ |
| Flöte                               | 2′    |

| Pedalwerk C–f′ |     |
| Subbass        | 16′ |